# 宮井安吉

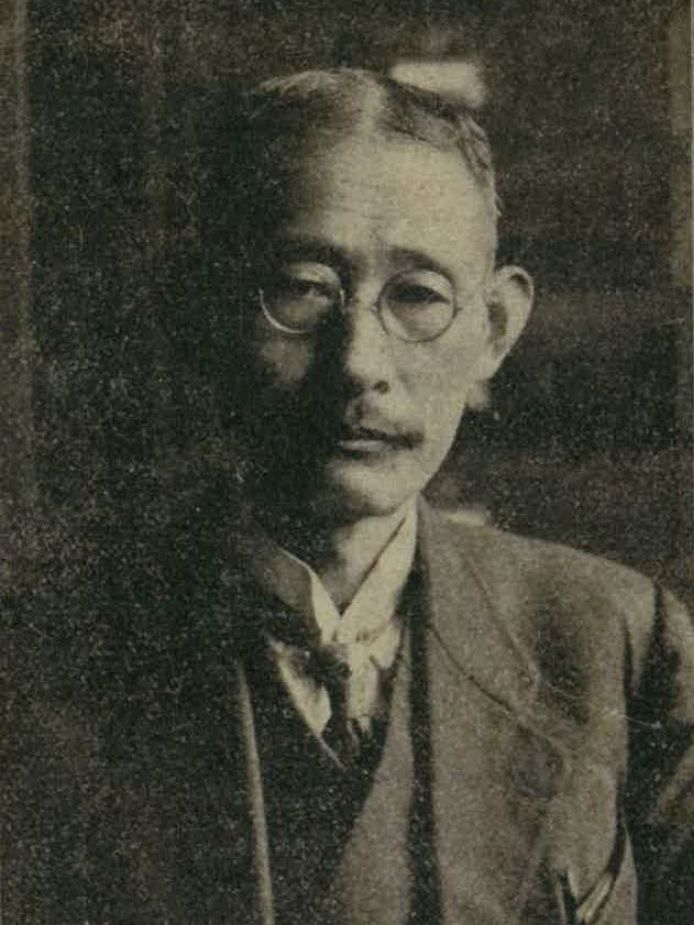
「英語青年」1924年11月より

宮井 安吉（みやい やすきち、1870年（明治3年）7月24日 - 1924年（大正13年）10月14日）は、明治・大正期の英語学者・教育者。岐阜県出身。

## 人物
「英文法を独自の立場で研究したことは斎藤秀三郎に次ぐもので、この二氏以外には日本人として独自の立場から英文法を研究した者はそれ迄にはなかったといっても過言ではないであろう。」と評価されている。
「卯の花庵主人」の筆名での翻訳がある。
学問以外では謡曲に精通し、観世清之、その後観世喜之に師事すると共に早大教授の多くを謡道へ引き入れた。

## 略歴
- 1870年（明治3年） 大垣藩士宮井耕二の長男として生まれる。
- 1884年（明治17年）12月 岐阜県第一中学校大垣分校中学初等科 卒業
- 1885年（明治18年）～1886年（明治19年）末 共立学校（現・開成中学校・高等学校）にて英語・数学を専修
- 1886年（明治19年）末～1888年（明治21年）末 東京専門学校、欧文正鵠学館（サンマー英語学校）等にて英語を専修
- 1889年（明治22年）1月～8月 興文高等小学校（現・大垣市立興文小学校） 教諭
- 1889年（明治22年） 小学校退職後、大垣私立英語学校を創立し、英語・漢文・数学等を教えるが、1891年（明治24年）5月に濃尾大地震で廃校となる。
- 1891年（明治24年） 帝国大学文科大学（現・東京大学文学部）英文学科選科 入学
- 1894年（明治27年）2月～7月 近衛師団第二連隊下士講習会で教える。
- 1894年（明治27年）7月 帝国大学文科大学英文学科選科 修了（英語・国語・史学・哲学概論を修める）
- 1894年（明治27年） 石川県尋常中学校（現・金沢泉丘高等学校） 教諭
- 1896年（明治29年） 真宗京都中学（現・大谷中学校・高等学校） 教諭
- 1897年（明治30年） 東京府立第一中学校（現・都立日比谷高等学校） 教諭
- 1899年（明治32年）[3] 陸軍砲工学校 教授
- 1905年（明治38年） 早稲田大学高等師範部（現・教育学部） 教授
- 1924年（大正13年）10月14日 心不全のため死去（享年55歳）

## 著作

### 読本
- 『小学英語読本：Common School English Readers』全4巻、金港堂、1900年
- 『小学新英語読本』全4巻、金港堂、1901年
- 『英文読本：Kinkodo's English readers』全5巻（花輪虎太郎と共著）、金港堂、1901年
- 『小学英語読本独習書：Miyai's Common School English Readers Self-Taught』全4巻（村上禎蔵編述）、二酉堂、1902年
- 『New English Class-Books for Elementary Schools』全4巻、岩田遷太郎、1903年
- 『New Graduated Readers for the middle school：グラヂュエーテットリーダー』全5巻、金港堂、1908年
- 『Girls'English Class-Books：ガールス イングリツシュ クラツス ブツクス』全4巻（武田錦子と共著）、金港堂、1910年

### 作文書
- 『会話作文教科書』上・下(花輪虎太郎と共著)、金港堂、1899年
- 『新編英作文書：A New Text-Book of English Composition for Japanese Students』（花輪虎太郎と共著）、積善館、1901年
- 『早稲田中学講義：英語作文』早稲田大学出版部、1906年
- 『早稲田中学講義：英文法作文』早稲田大学出版部、1906年
- 『英語文法作文三千題』（川勝練吉郎と共著）、岡崎屋、1907年
- 『Class-Books of English Composition：宮井英作文教科書』全3巻、金港堂、1913年
- 『高等学校教科用和文英訳壱千題』至誠堂、1919年

### 文法書
- 『邦文英文法精義』松栄堂、1898年
- 『A brief English grammar』松栄堂、1898年
- 『会話文法教科書』上・下(花輪虎太郎と共著)、金港堂、1899年
- 『Nesfield's Middle school English grammar：涅氏英文典初歩』金港堂、1899年（J.C.Nesfield（英語版）『Easy parsing & analysis : for the use of upper primary and lower middle classes in English teaching schools : English grammar series 2』Macmillan、1896年のin part rewritten版）
- 『英語働詞活法要覧』岡崎屋、1902年
- 『Higher English Grammar and Composition』1巻、早稲田大学出版部、1905年
- 『Higher English Grammar and Composition』2巻、早稲田大学出版部、1908年
- 『Higher English Grammar and Idiom：for the fifth-year grade and supplementary course of the middle school：高等宮井英文法』金港堂、1911年
- 『英文法邦語新講義』裳華房、1912年（『Higher English Grammar and Composition』の日本語版）
  - 『宮井英文法講義：Prof Miyai's lectures on English grammar』上巻、嶺光社、下巻、極光社、1923年（『英文法邦語新講義』の改訂増補版）
- 『Class-Book of English grammar：for the third year class of the middle-school：クラッスブック オヴ イングリシュ グランマア』金港堂、1912年
- 『Standard English grammar：for the Fourth-and Fifth-Year Classes of the Middle School：スタンダード イングリッシュ グランマア』金港堂、1912年
- 『初等英文法講義』裳華房、1913年（小引に中等学校3.4年級とある）
- 『中学英文法教本：第4.5年級用』金港堂、1914年
- 『高等英文法』金港堂、1923年
  - 『A college English grammar：for the use of high schools, etc.：高等英文法教科書』嶺光社、1927年（金港堂1923年の再刊版）
- 『Practical English grammar』（藤井新一と共著）、文明書院、1925年
- 『Practical English grammar and Composition：英文法及英作文』（藤井新一と共著）、文明協会、1925年（序文にthe use of English Classes in colleges and Higher Schoolsとある）
- 『A new higher English grammar』（藤井新一と共著）、文明協会、1930年

### 辞典
- 『宮井氏グラヂウエーテッドリーダース字引1-3年用』深谷書店、1900年
- 『The concise Kinkodo dictionary of the English-Japanese：大正英和辞典』（上田萬年・佐久間信恭・村井知至・宮井安吉・松浦政泰監修）、金港堂、1913年

### その他
- 『静岡県史談（生徒用）』（市川啓三郎と共編）、普及舎、1894年
- 「迷宮物語」『文芸倶楽部』第2巻第12編、博文館、1896年10月
- 「詩人テニソン」『無尽燈』2編12号、無尽燈社、1896年10月
- 「英文を書く心得」『成功』第１３巻第５号、成功雑誌社、1908年4月
- 「能楽保存問題」『早稲田文学』第107号、東京堂書店、1914年10月
- 「英文書翰文作法」『新書翰大鑑』清泉堂、1919年

### 翻訳
- ライダー・ハッガード『大宝窟』上・下（世界文庫第15編・16編）博文館、1894年
- ライダー・ハッガード『大宝窟』博文館、1896年
- ウヰクトル・ユーゴー「九十三年：上の巻」『文芸倶楽部』第3巻第7編、博文館、1897年5月10日
- ウヰクトル・ユーゴー「九十三年：下の巻」『文芸倶楽部』第3巻第8編、博文館、1897年6月10日
- エミール・ライヒ（英語版）『国民功業論』大日本文明協会、1909年
- ロバート・ルイス・スティーヴンソン「新作 たから島」『明治翻訳文学全集 新聞雑誌編第7巻：スティーブンソン集』大空社、1999年